# Изобразительное искусство Ленинграда (выставка)
Изобразительное искусство Ленинграда — выставка открытая в ноябре 1976 года в Москве, в Центральном выставочном зале «Манеж», ставшая одним из главных событий года в художественной жизни страны. По мнению В. А. Гусева и В. А. Леняшина, впервые зрители получили возможность столь полно проследить более чем полувековой путь, пройденный коллективом ленинградских художников — «одним из крупнейших отрядов советских мастеров изобразительного искусства. Её значение определялось не только историческим аспектом, но и возможностью найти ответы на многие актуальнейшие вопросы современного художественного процесса.

## Организация
Организацией и подготовкой ретроспективной выставки занимался специально созданный оргкомитет в количестве 44 человек под председательством Бориса Угарова и при участии Михаила Аникушина, Владимира Ветрогонского, Владимира Гусева, Геннадия Епифанова, Алексея Еремина, Вячеслава Загонека, Василия Звонцова, Бориса Корнеева, Анатолия Левитина, Юрия Лоховинина, Евсея Моисеенко, Андрея Мыльникова, Петра Оссовского, Василия Пушкарева, Глеба Савинова, Василия Стамова, Петра Фомина и других. Для выставки из десятков музеев страны, прежде всего из ГРМ И ГТГ, были представлены произведения живописи, скульптуры, графики, театрально-декорационного и декоративно-прикладного искусства, как классиков советского искусства, так и современных ленинградских художников. Издан подробный иллюстрированный каталог выставки под редакцией В. Пушкарева.

## Участники
Значимость выставки определяют её масштаб, ретроспективный характер, уровень экспонированных произведений и участие в ней ведущих представителей нескольких поколений художников Ленинграда. Среди них были М. Аникушин, И. Бродский, А. Ведерников, А. Ерёмин, В. Лебедев, А. Левитин, Е. Моисеенко, А. Мыльников, Ю. Непринцев, Я. Николаев, К. Петров-Водкин, А. Рылов, А. Савинов, А. Самохвалов, Ю. Тулин, Б. Угаров, Р. Френц и другие известные мастера.
- В крупнейшем разделе живописи экспонировались произведения 226 авторов, в том числе работы Н. Абрамова, М. Авилова, Н. Альтмана, Д. Альховского, Е. Антиповой, З. Аршакуни, Н. Бабасюка, И. Балдиной, А. Бантикова, Н. Баскакова, Ю. Белова, П. Белоусова, Д. Беляева, Я. Бесперстова, О. Бетехтина, А. Блинкова, Г. Бобровского, О. Богаевской, Л. Богомольца, Н. Брандта, И. Бродского, И. Бройдо, Д. Бучкина, П. Бучкина, И. Варичева, А. Васильева, В. Ватенина, А. Ведерникова, Г. Вернера, И. Веселкина, Н. Веселовой, Э. Выржиковского, Н. Галахова, В. Голубева, В. Гринберга, А. Грушко, М. Давидсон, М. Добриной, Н. Дормидонтова, Г. Егошина, О. Еремеева, А. Еремина, В. Загонека, А. Зайцева, С. Захарова, Л. Кабачека, Г. Калинкина, М. Канеева, А. Карева, Э. Козлова, М. Козловской, М. Копытцевой, Б. Корнеева, В. Коровина, П. Коростелёва, Е. Костенко, А. Костиной, Н. Кострова, А. Костровой, Б. Котика, Г. Котьянца, Я. Крестовского, Л. Кривицкого, Б. Лавренко, В. Лебедева, В. Леванта, А. Левитина, О. Ломакина, Д. Маевского, В. Малагиса, Б. Малуева, Г. Малыша, В. Малевского, Н. Медовикова, Ю. Межирова, Л. Миловой, Е. Моисеенко, К. Молтенинова, А. Мыльникова, В. Назиной, М. Натаревича, С. Невельштейна, Ю. Непринцева, Я. Николаева, Д. Обозненко, В. Овчинникова, В. Орешникова, С. Осипова, Л. Островой, Ю. Павлова, Г. Павловского, В. Пакулина, А. Пархоменко, И. Пентешина, К. Петрова-Водкина, М. Платунова, Н. Позднеева, С. Привиденцева, А. Пушнина, И. Раздрогина, В. Рахиной, А. Романычева, С. Ротницкого, Н. Рутковского, И. Савенко, А. Савинова, Г. Савинова, В. Саксона, В. Саморезова, А. Самохвалова, В. Селезнева, А. Семенова, Арс. Семенова, В. Серова, Ю. Скорикова, В. Скрябина, Е. Скуинь, К. Славина, Ф. Смирнова, Г. Смирновой, А. Соколова, В. Соколова, И. Суворова, И. Степашкина, Е. Табаковой, Г. Татарникова, В. Тетерина, Н. Тимкова, М. Труфанова, Ю. Тулина, В. Тюленева, Б. Угарова, Б. Фёдорова, П. Фомина, В. Френца, Р. Френца, Л. Фроловой-Багреевой, Б. Харченко, Л. Чегоровского, Е. Чепцова, Б. Шаманова, Н. Штейнмиллер, А. Эберлинга, С. Эпштейна, А. Яковлева и других ленинградских живописцев.[3]
- По разделу скульптуры экспонировались произведения 133 авторов, в том числе работы Н. Альтмана, М. Аникушина, В. Астапова, С. Богаткиной, М. Вайнмана, И. Венковой, Б. Воробьева, Е. Гендельмана, А. Дегтярева, Н. Дыдыкина, В. Ингала, А. Игнатьева, В. Исаевой, Б. Каплянского, Г. Косова, Н. Кочукова, И. Крестовского, Е. Крупиной, Л. Лазарева, М. Литовченко, В. Лишева, Ю. Лоховинина, М. Манизера, Л. Месса, Н. Могилевского, А. Мурзина, В. Петрова, В. Пинчука, Б. Пленкина, В. Рыбалко, Б. Свинина, К. Симуна, В. Синайского, В. Стамова, Г. Столбовой, И. Суворова, К. Суворовой, Н. Томского, М. Харламовой, А. Хаустова, Л. Холиной, Г. Ястребенецкого и других ленинградских скульпторов.[4]
- По разделу графики экспонировались произведения 163 авторов, в том числе Н. Альтмана, И. Астапова, П. Басманова, Е. Белухи, И. Билибина, Д. Боровского, М. Бутровой, В. Вальцефера, Ю. Васнецова, А. Ведерникова, Г. Верейского, В. Ветрогонского, В. Вильнера, В. Власова, М. Добужинского, Г. Епифанова, Б. Ермолаева, Т. Жирмунской, В. Звонцова, Б. Калаушина, А. Каплана, Е. Кибрика, В. Конашевича, А. Каплана, Н. Кострова, А. Костровой, Н. Кочергина, Б. Кустодиева, В. Курдова, А. Лапирова, Н. Лапшина, В. Лебедева, В. Матюх, Д. Митрохина, Ю. Непринцева, А. Остроумовой-Лебедевой, Т. Острогорской, А. Пахомова, П. Варлена, В. Петровой, О. Почтенного, Н. Радлова, К. Рудакова, А. Самохвалова, В. Серова, В. Слыщенко, В. Смирнова, М. Таранова, Н. Тырсы, В. Фирсовой, Г. Фитингофа, И. Харкевича, А. Харшака, Л. Хижинского, Е. Чарушина и других ленинградских графиков

В разделе живописи экспонировались произведения 226 авторов, по разделу скульптуры экспонировались произведения 133 авторов, а по разделу графики экспонировались произведения 163 авторов. Авторы многотомного биобиблиографического словаря «Художники народов СССР» включили сведения об участии в выставке в десятки статей о ленинградских художниках. Итоги выставки были подробно проанализированы в посвящённой ей книге.

## Произведения

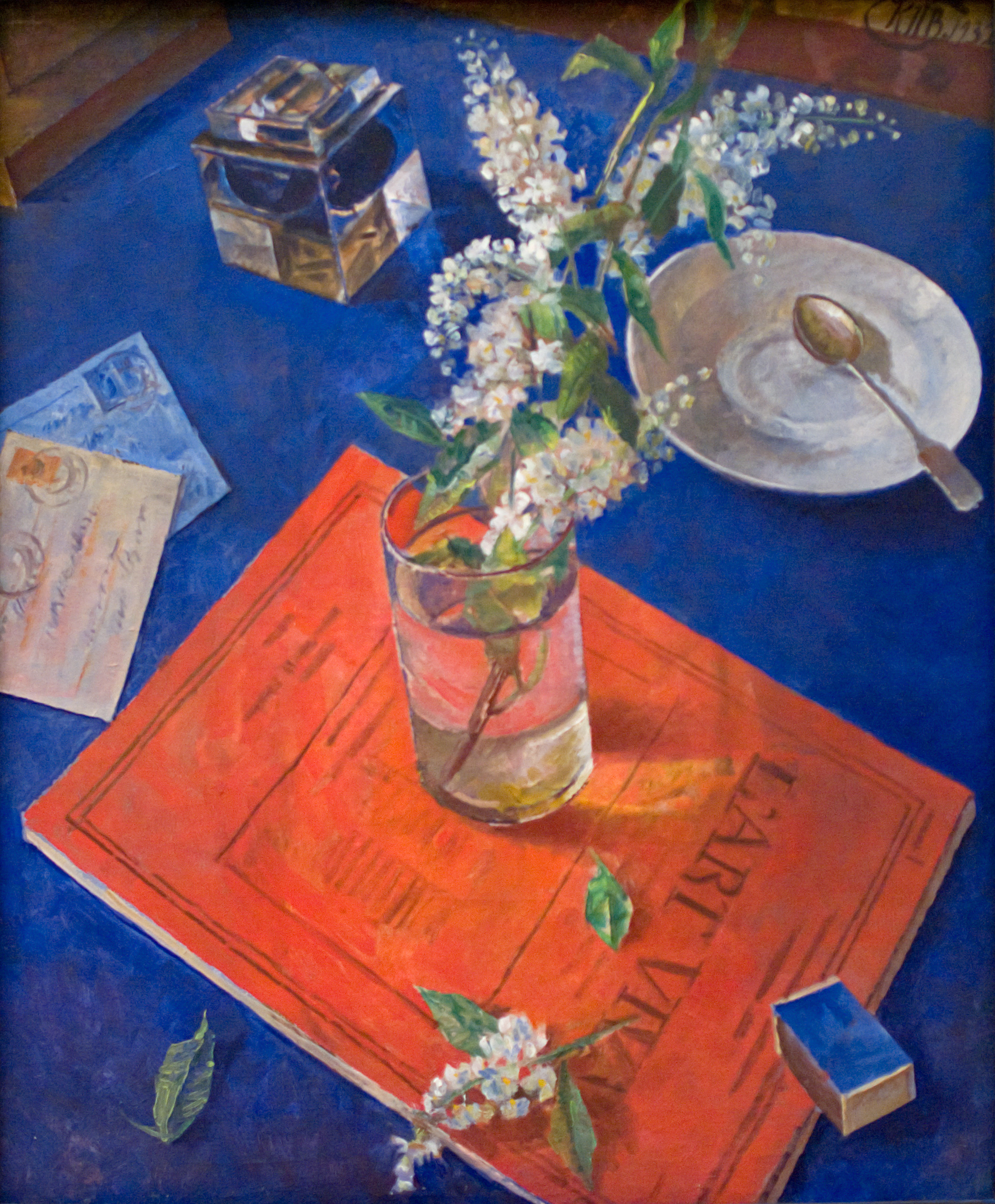
К. Петров-Водкин. Черёмуха в стакане. 1932

В экспозицию вошли произведения, созданные ленинградскими художниками за более чем 40 лет и представляющие все основные виды и жанры современного изобразительного искусства. Большинство работ в разделах живописи и скульптуры были предоставлены крупнейшими музеями страны, включая ГРМ и ГТГ.
Историческая и батальная живопись была представлена работами «Поединок на Куликовом поле» М. Авилова, «Труженики войны» Н. Бабасюка, «Ленин в Горках», «В годы войны» Н. Баскакова, «Ленин у путиловцев 28 октября 1917 года» Ю. Белова, «В. И. Ленин среди делегатов III съезда Комсомола», «Мы пойдём другим путём» П. Белоусова, «Солдаты» О. Бетехтина, «Мои товарищи. Вторая партизанская» А. Блинкова, «Киров на строительстве ЦПКО в Ленинграде», «В. И. Ленин на митинге» Г. Бобровского, «Ленин в Смольном», «Демонстрация» И. Бродского, «Ленинградцам» В. Вальцева, «К Ленину» А. Ерёмина, «Рядовой Октября», «На защиту революции» Анатолия Левитина, «Вестники» Е. Моисеенко, «Отдых после боя», «Трамвай идёт на фронт», «Хлеб. 1941 год», «Балтийцы» Ю. Непринцева, «В. И. Ленин в Разливе» А. Рылова, «Матросы», «Поволжская коммуна» Г. Савинова, «Лена. 1912 год», «Ленинградка. 1942 год» Ю. Тулина, «Ленин в Петербурге. 1895 год» А. Эберлинга и другими.

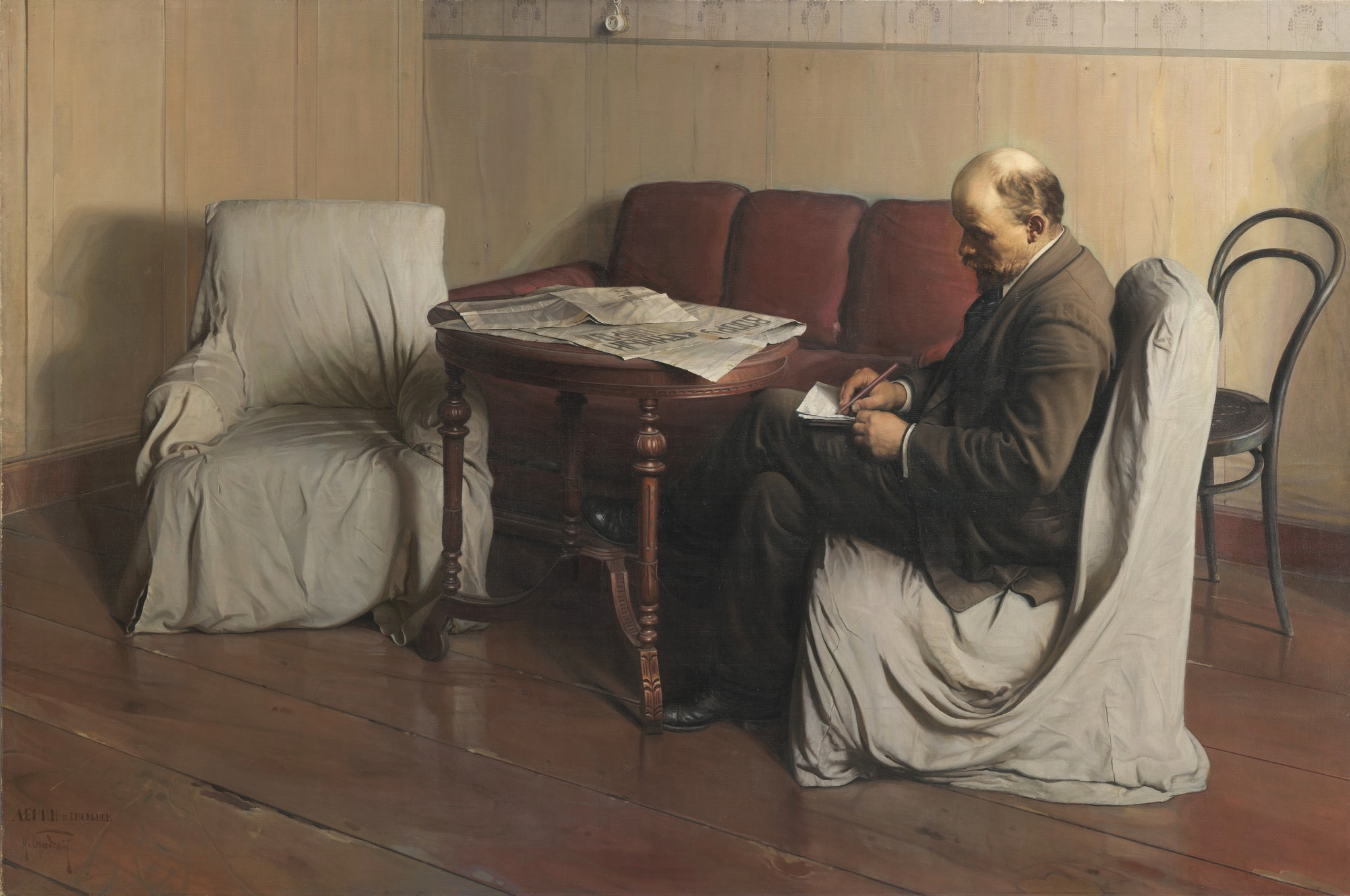
И. Бродский. Ленин в Смольном. 1930

Жанровая и тематическая картина была представлена работами «Роспись фарфора» З. Аршакуни, «Девочки» И. Балдиной, «На Оке» Д. Беляева, «Гости» О. Богаевской, «Остался один» Д. Бучкина, «Субботний вечер на Онеге», «Море и дети» В. Ватенина, «Весенние заботы» А. Грушко, «Футболисты», «Музыканты» Н. Дормидонтова, «В лаве» М. Добриной, «Выходной день в ЦПКО» Г. Егошина, «Материнские думы», «Онежская уха» А. Еремина, «Утро», Цветёт черёмуха", «Гроза прошла» В. Загонека, «Идут дожди», «О завтрашнем дне», «Думы» Л. Кабачека, «На бывшей Сенной площади», «Нарвская застава», «Мост строителей» М. Канеева, «В шахтёры», «Чёрное золото» Э. Козлова, «Мурманский порт» М. Козловской, «Тёплый день» А. Левитина, «Матери, сёстры», «Черешня» Е. Моисеенко, «Пробуждение», «Сёстры» А. Мыльникова, «Тревога» К. Петрова-Водкина, «Университетская набережная» Г. Савинова, «Ткацкий цех», «Военизированный Комсомол» А. Самохвалова, «Горновой», «Доменщики» М. Труфанова, « Улица детства» В. Тюленева, «Первые сельсоветы», «Лихач» Р. Френца, «У родника» Б. Шаманова, «Возвращение охотников», «Собирательницы кореньев» А. Яковлева и другими.
Портретный жанр был представлен работами «Наташа» И. Балдиной, «Портрет Анастасии Винокуровой» А. Бантикова, «Патриотка Греции» П. Белоусова, «Сын» Д. Беляева, «Портрет народного артиста СССР П. З. Андреева» П. Бучкина, «Портрет народной артистки РСФСР Е. Юнгер» Г. Вернера, «С. Есенин с матерью», «Портрет художника Б. Калманова» И. Веселкина, «Портрет председателя колхоза М. Долгова» Н. Веселовой, «Портрет дочери» О. Еремеева, «Портрет В. И. Малышева» Э. Козлова, «Портрет артистки Н. Надеждиной», «Портрет художницы Т. Шишмарёвой» В. Лебедева, «Портрет машиниста П. Смирнова» Анатолия Левитина, «Женский портрет» Е. Моисеенко, «Автопортрет», «Девушка у окна» К. Петрова-Водкина, «Девушка в футболке», «Девушка метростроевка» А. Самохвалова, «Шахтёр», «Шахтёрка» М. Труфанова, «Портрет художника Я. Николаева» Ю. Тулина, «Портрет девушки», «Портрет народного артиста СССР Н. П. Акимова» С. Эпштейна, «Счастливая» А. Яковлева и другими.
Пейзажная живопись была представлена работами «Сумерки», «Яблоня» Н. Абрамова, «Баренцево море», «Гроза» Л. Богомольца, «Ласточки», «Лодки» Н. Брандта, «Зима» И. Бродского, «Начало весны», «Оредеж», «Перед дождём», «Март» И. Варичева, «Ленинградские онкологи», «Портрет конструктора Кировского завода П. Луговцева» А. Васильева, «Исаакиевская площадь», «Торжок. Начало зимы», «Москва. Кремлёвские соборы» Э. Выржиковского, «Лесопункт Юма в Карелии», «Северный край» Н. Галахова, «Нева. Петропавловская крепость» В. Гринберга, «Весенняя гроза», «Ладожка» В. Голубева, «Судак. Генуэзская крепость» Г. Егошина, «Балтика» В. Загонека, «Нева», «Андреевский рынок» А. Карева, «Алтай» М. Козловской, «Осень на реке Тосно», «Лесная река», «В зелёных берегах» А. Рылова, «Первый снег», «Петроградская сторона», «Волхов. Последний снег» Н. Тимкова, «Выборгская строится» Ю. Тулина, «Крюков канал» Р. Френца и другими.
Жанр натюрморта был представлен работами «Натюрморт с самоваром» Д. Альховского, «Южный натюрморт», «Деревенский натюрморт» Е. Антиповой, «Натюрморт с подносом» О. Богаевской, «Натюрморт с кактусом» Г. Вернера, «Окно. Натюрморт с цветами» В. Гринберга, «Букет» Г. Егошина, «Ирисы», «Натюрморт» С. Захарова, «Натюрморт с цветами на фоне драпировки», «Натюрморт с поленом» Алексея Карева, «Гитара, кувшин и яблоки», «Натюрморт. Бумажные цветы и раковина» В. Лебедева, «Гитары. Натюрморт» Е. Моисеенко, «Натюрморт» А. Мыльникова, «Селёдка», «Черёмуха в стакане» К. Петрова-Водкина, «Осенние цветы», «Белая ночь. Черёмуха» Бориса Шаманова и другими.

## Критика
Журнал «Художник» отмечал по поводу экспозиции ленинградских художников в «Манеже» что, «устремлённая в будущее, эта выставка будет жить в памяти её участников и всех, кто с ней познакомился». Развёрнутые рецензии на выставку поместили также художественные журналы «Творчество» и «Искусство». Наиболее всесторонне её итоги были рассмотрены на конференции 1977 года с участием художников и искусствоведов Москвы и Ленинграда, а также в книге «Изобразительное искусство Ленинграда», изданной в 1981 году. По этим вопросам в разное время высказывались такие авторитетные специалисты, как Л. Мочалов, А. Морозов, В. Плотников, Л. Яковлева, В. Леняшин, В. Гусев, В. Матафонов, Г. Степанов, Н. Павлова, Н. Тарановская, Н. Василевская, Б. Угаров, Н. Обольсина и другие.
Так, по мнению В. Гусева и В. Леняшина, «выставка достаточно полно и убедительно ответила на главные вопросы: в чём своеобразие, каковы отличительные черты именно ленинградского искусства, какое место занимает оно в художественной практике в масштабах страны». В то же время Гусев и Леняшин отметили, что на выставке из-за организационных трудностей не были вовсе представлены отдельные ленинградские художники или представлены, но «далеко не лучшими работами», не попала в экспозицию и часть знаковых произведений. Конспективность, с которой на выставке были представлены этапы развития ленинградского изобразительного искусства, отметил и Л. Мочалов.
Среди отличительных черт ленинградского искусства Б. Угаров называет его гражданственность, глубокое понимание художниками его социальной роли в жизни общества.
В. Гусев и В. Леняшин отмечают «разнообразие индивидуальностей — черту, также присущую ленинградской школе, всегда остававшейся чуждой одномерности, келейности, нормативности и гармонично принимавшей в себя достижения таких разных мастеров, как Н. Альтман и И. Бродский, Н. Радлов и Д. Митрохин, Г. Верейский и Н. Тырса, А. Матвеев и В. Лишев, К. Рудаков и П. Шиллинговский, а сегодня А. Мыльников и Е. Моисеенко, А. Яковлев и Г. Егошин, Л. Кабачек и Ю. Тулин…».
Общность, присущую творчеству ленинградских художников, идущую не столько от стилистических особенностей работ, сколько заключённую в особом понимании задач искусства и роли художник, отмечал журнал «Искусство». «Пожалуй, ни о каком другом коллективе художников, — писала в рецензии на выставку Н. Обольсина, — нельзя с большим правом говорить о какой-то цельности, традиционности их творчества, верности чему-то главному, основному, что питало советское искусство с момента его становления».. Она же обращает внимание и на такое свойство, как некая стабильность, устойчивость ленинградского искусства, «замешанного», по выражению автора, на творчестве таких мастеров, как Б. Кустодиев, А. Остроумова-Лебедева, А. Рылов, К. Петров-Водкин и многих других.
По мнению Л. Яковлевой, выставка показала, что ленинградская живопись «приобрела в ходе своего формирования, характерные черты, которые позволяют выделять её как самостоятельное явление». Отмечая работы В. Загонека, М. Труфанова, Л. Кабачека, Н. Веселовой начала 1960-х годов, Л. Яковлева пишет, что, при всей новизне проблематики они не несли в себе «отрицания существовавшей живописной системы, но как бы раздвигали её границы в сторону острой выразительности». С другой стороны, в них нет и того «программного аскетизма и открытой декларативности, которые были свойственны многим работам „сурового стиля“. Может быть, именно поэтому переход к усложнённому мировосприятию, характерному для искусства 1970-х годов, произошёл в ленинградской живописи более естественным путём — как закономерное развитие достижений предыдущих лет, а не как реабилитация и реставрация определённых форм художественного языка». Схожую оценку выставки даёт в 2007 году С. В. Иванов в своей книге «Неизвестный соцреализм. Ленинградская школа».
Среди работ современных ленинградских художников, представленных на выставке, критики выделяли произведения Е. Моисеенко («Вестники», «Матери, сёстры», «Черешня», ГРМ), Б. Угарова («Ленинградка», «На рудниках», ГТГ), М. Труфанова («Горновой», ГТГ), И. Серебряного («Портрет Д. Шостаковича», ГТГ)., Л. Кабачека («Идут дожди»), В. Тюленева («Улица детства»), А. Яковлева («Чукотская серия»), М. Канева, Я. Крестовского, И. Савенко, А. Мыльникова, Ю. Тулина, Г. Савинова.
Сведения о выставке «Изобразительное искусство Ленинграда» и экспонированных на ней работах включены в монографии и статьи, посвящённые творчеству ленинградских художников. Так, в монографии о творчестве Г. Савинова Н. Леонова приводит сведения об участии художника в выставке «Изобразительное искусство Ленинграда» и подробно разбирает его картины «Университетская набережная», «Матросы», «Поволжская коммуна». В. Серебряная в своей книге о художнике Я. И. Крестовском приводит сведения о его участии в выставке «Изобразительное искусство Ленинграда» и подробно рассматриваются работы «Белая ночь (Натюрморт с сиренью)» и «Часовщики».